# 拉丁战争
拉丁战争（公元前340–338年）是指罗马共和国和拉丁同盟的其他成员爆发的一场战争，随着罗马的崛起，罗马渐渐成为拉丁同盟的霸主。联盟条约在公元前358年得以修改，正式书面确定了罗马的领导权，这引起了联盟其他成员的不满，最终爆发了这场战争。战争的结果是罗马获得胜利，拉丁同盟解散。